# 리버세스주

리버세스주

리버세스주(영어: River Cess County)는 라이베리아 중남부에 위치한 주로 주도는 리버세스이며 면적은 5,594km2, 인구는 71,509명(2008년 인구 조사 기준), 인구 밀도는 12.8명/km2이다. 서쪽으로는 그랜드바사주, 북동쪽으로는 님바주, 남동쪽으로는 시노에주와 접하며 남쪽으로는 대서양과 접한다. 1984년에 신설되었으며 8개 구를 관할한다.